# Вансецький Павло Федорович
Павло Федорович Вансе́цький (1915 рік, Катеринодар — 27 березня 1944 року, Миколаїв) — Герой Радянського Союзу, автоматник 384-го окремого батальйону морської піхоти Одеської військово-морської бази Чорноморського флоту, старшина другої статті.

## Біографія
Павло Федорович народився 1915 року в Катеринодарі (нині Краснодар) у сім'ї робітників. За національністю росіянин, за іншими даними, білорус. Після закінчення семирічної школи вступив токарем на один із катеринодарських заводів.
У 1938 році був призваний до лав Червоної Армії, строкову службу проходив на лідері ескадрених міноносців «Ташкент» Чорноморського флоту.
Участь у Німецько-радянській війні брав на сухопутному фронті у складі морської піхоти. Брав участь в обороні Севастополя, боях на «Малій землі».
У квітні 1943 року Вансецький був зарахований до 384-го окремого батальйону морської піхоти Чорноморського флоту, і восени того ж року брав участь у десантних операціях зі звільнення Таганрога, Маріуполя та Осипенко. За відзнаку в цих боях був нагороджений медаллю «За бойові заслуги».
Брав участь також у боях на Кінбурнській косі, звільнення селищ Херсонської області Олександрівка, Богоявленське (нині Жовтневий) і Широка Балка.
У другій половині березня 1944 року увійшов до складу десантної групи під командуванням старшого лейтенанта Костянтина Федоровича Ольшанського. Завданням десанту було полегшення фронтального удару радянських військ під час визволення міста Миколаєва, що був частиною Одеської операції. Після висадки в морському порту Миколаєва загін упродовж двох діб відбив 18 атак противника, знищивши близько 700 гітлерівців. У цих боях героїчно загинули майже всі десантники, в тому числі і старшина 2-ї статті П. Ф. Вансецький.
Указом Президії Верховної Ради СРСР від 20 квітня 1945 року за зразкове виконання бойових завдань командування на фронті боротьби з німецькими загарбниками і виявлені при цьому відвагу і геройство старшині 2-ї статті Вансецькому Павлу Федоровичу було присвоєно звання Героя Радянського Союзу (посмертно).

## Нагороди
- Золота Зірка Героя Радянського Союзу (посмертно)
- орден Леніна
- медаль «За бойові заслуги»

## Пам'ять
- Похований у братській могилі в місті Миколаєві (Україна) у сквері 68-ми десантників.
- Там же на честь Героїв відкрито Народний музей бойової слави моряків-десантників, споруджений пам'ятник.